# Philothermus hortensis
Philothermus hortensis is een keversoort uit de familie dwerghoutkevers (Cerylonidae). De wetenschappelijke naam van de soort werd in 1982 gepubliceerd door Roger Dajoz.